# Nioro du Sahel
Nioro du Sahel város Maliban, a nyugati Kayes régióban. Kayestől, a régió székhelyétől 241 km-re, Bamakótól, az ország fővárosától pedig 275 km-re található. Lakossága több mint 70 000 fő, így Mali hetedik legnépesebb települése.
A települést egy Diawandé nevű rabszolga alapította a 16. vagy a 17. században. Legnagyobb lakosságszámát a 18. században érte el, mikor ide helyezték át a bambarák által lakott Kaarta Királyság fővárosát. A város rövidesen fontos összekötőkapocs lett a kereskedelemben Szenegál és Szudán között. Az 1850-es évek elején a tukulár vezér, El Hadj Umar Tall megszállta Kaartát, és az államot az iszlám hitre való áttérésre kötelezte. Ő rendelte el 1854-ben a város nagymecsetjének építését is.
Napjainkban Nioro egy főiskolával és egy kis repülőtérrel is rendelkezik.

## Fordítás
- Ez a szócikk részben vagy egészben  a   Nioro du Sahel című angol Wikipédia-szócikk fordításán alapul.  Az eredeti cikk szerkesztőit annak laptörténete sorolja fel. Ez a jelzés csupán a megfogalmazás eredetét és a szerzői jogokat jelzi, nem szolgál a cikkben szereplő információk forrásmegjelöléseként.